# Autobahnkreuz Wolfsburg/Königslutter
Das Autobahnkreuz Wolfsburg/Königslutter (Abkürzung: AK Wolfsburg/Königslutter; Kurzform: Kreuz Wolfsburg/Königslutter) ist ein Autobahnkreuz in Niedersachsen in der Metropolregion Hannover. Es verbindet die Bundesautobahn 2 (Oberhausen – Hannover – Berlin; E 30) mit der Bundesautobahn 39 (Hamburg – Wolfsburg –  Braunschweig –  Salzgitter).

## Geographie
Das Autobahnkreuz liegt auf dem nordwestlichen Teil Stadtgebietes von Königslutter am Elm im Landkreis Helmstedt. Die umliegenden Gemeinden sind Cremlingen und Lehre. Nächstgelegene Ortsteile sind Essehof, Schandelah und Rotenkamp. Es befindet sich etwa 15 km nordöstlich von Braunschweig, etwa 15 km südlich von Wolfsburg und etwa 65 km westlich von Magdeburg.
Das Kreuz liegt am Rande des Naturparks Elm-Lappwald.
Das Autobahnkreuz Wolfsburg/Königslutter trägt auf der A 2 die Anschlussstellennummer 58, auf der A 39 die Nummer 28.

## Geschichte
Das Autobahnkreuz wurde 1982 als Bauvorleistung bereits als vollständiges Kleeblatt fertiggestellt, wurde aber nur zur Hälfte („halbes Kleeblatt“) genutzt. In den 2000er Jahren wurde es zu einer temporären rechtsgeführten Trompete umgebaut. Im Zuge des Lückenschlusses der A 39 nach Braunschweig wurde das Autobahnkreuz erneut umgebaut. Der Umbau wurde erforderlich, weil sich durch den Lückenschluss der Durchgangsverkehr von Frankfurt am Main oder Kassel nach Berlin oder Polen von der Bundesautobahn 391 auf die A 39 verlagerte und somit eine leistungsfähigere Kreuzung benötigt wurde. Der Umbau beinhaltete den Rückbau der provisorischen direkten Rampe von der A 2 aus Hannover auf die A 39 nach Wolfsburg, die neue Verkehrsführung auf den bereits angelegten Rampen sowie die Verlängerung der Beschleunigungsstreifen. Die Bauarbeiten wurden am 11. Dezember 2008 beendet.

## Bauform und Ausbauzustand
Die A 39 ist in beide Richtungen vierstreifig ausgebaut. Die A 2 verfügt über sechs Fahrstreifen. Außer der direkten Verbindungsrampe A 39-Süd—A 2-Ost (zweispurig) sind alle Rampen einspurig ausgeführt.
Das Kreuz wurde als Kleeblatt angelegt.

## Verkehrsaufkommen
Das Kreuz wird täglich von etwa 105.000 Fahrzeugen befahren.
| Von                       | Nach                      | Durchschnittliche tägliche Verkehrsstärke | Durchschnittliche tägliche Verkehrsstärke | Durchschnittliche tägliche Verkehrsstärke | Anteil Schwerlastverkehr | Anteil Schwerlastverkehr | Anteil Schwerlastverkehr |
| Von                       | Nach                      | 2005                                      | 2010                                      | 2015                                      | 2005                     | 2010                     | 2015                     |
| ------------------------- | ------------------------- | ----------------------------------------- | ----------------------------------------- | ----------------------------------------- | ------------------------ | ------------------------ | ------------------------ |
| AS Braunschweig-Ost (A 2) | AK Wolfsburg/Königslutter | 88.900                                    | 74.900                                    | 85.700                                    | 21,2 %                   | 22,3 %                   | 22,9 %                   |
| AK Wolfsburg/Königslutter | AS Königslutter (A 2)     | 78.600                                    | 76.400                                    | keine Daten                               | 22,2 %                   | 22,8 %                   | keine Daten              |
| AS Flechtorf (A 39)       | AK Wolfsburg/Königslutter | 30.600                                    | 36.600                                    | 50.100                                    | 07,1 %                   | 07,4 %                   | 05,3 %                   |
| AK Wolfsburg/Königslutter | AS Scheppau (A 39)        | -                                         | 22.500                                    | 35.700                                    | -                        | 10,0 %                   | 08,5 %                   |